# عمر خليفة
عمر خليفة (1980-) هو كاتب وباحث أكاديمي فلسطيني أردني، وُلد في الكويت ونشأ ودرس في الأردن، حيث حصل على شهادتي البكالوريوس والماجستير في اللغة العربية وآدابها من الجامعة الأردنية، ثم نال شهادة الدكتوراه في دراسات الشرق الأوسط من «جامعة كولومبيا بنيويورك»، ويعمل أستاذاً للأدب العربي في «جامعة جورج تاون» بقطر.
نشر مجموعة قصصية بعنوان «كأنني أنا» في 2010، وكتاباً أكاديمياً باللغة الإنكليزية بعنوان «(بالإنجليزية: Nasser in the Egyptian Imaginary)‏» في 2017، صدرت روايته الأولى «قابض الرمل» في 2020.

## مؤلفات
صدرت له عدة أعمال أدبية منها:
- «كأنني أنا»، مجموعة قصصية، دار أزمنة للنشر والتوزيع، 2010، عدد الصفحات: 159 صفحة.[4]
- «(بالإنجليزية: Nasser in the Egyptian Imaginary)‏»، باللغة الإنجليزية، إدنبرة: مطبعة جامعة إدنبرة، 2017.[5]
- «قابض الرمل»، رواية، الأهلية للنشر والتوزيع - الأردن، 2020.[6]